# Тоничность

Взаимодействие красных кровяных телец с растворами в зависимости от их осмотического давления.

Тоничность (от τόνος — «напряжение») — мера градиента осмотического давления, то есть различия водного потенциала двух растворов, разделённых полупроницаемой мембраной. Данное понятие обычно применяется по отношению к растворам, окружающим клетки. На осмотическое давление и тоничность могут влиять лишь растворы веществ, не проникающих через мембрану (электролитные, белковые и т. д.). Проникающие через мембрану растворы имеют одинаковую концентрацию по обе её стороны, и, следовательно, не изменяют тоничность.

## Классификация
Различают три варианта тоничности: один раствор по отношению к другому может быть изотоническим, гипертоническим и гипотоническим.

### Изотонические растворы

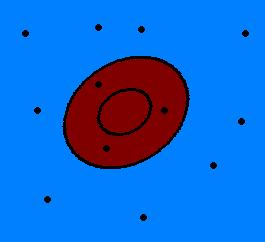
Схематическое изображение эритроцита в изотоническом растворе

Изотония — равенство осмотического давления в жидких средах и тканях организма, которое обеспечивается поддержанием осмотически эквивалентных концентраций содержащихся в них веществ. Изотония — одна из важнейших физиологических констант организма, обеспечиваемых механизмами саморегуляции. Изотонический раствор — раствор, имеющий осмотическое давление, равное внутриклеточному. Клетка, погружённая в изотонический раствор, находится в равновесном состоянии — молекулы воды диффундируют через клеточную мембрану в равном количестве внутрь и наружу, не накапливаясь и не теряясь клеткой. Отклонение осмотического давления от нормального физиологического уровня влечёт за собой нарушение обменных процессов между кровью, тканевой жидкостью и клетками организма. Сильное отклонение может нарушить структуру и целостность клеточных мембран.

### Гипертонические растворы
Гипертонический раствор — раствор, имеющий бо́льшую концентрацию вещества по отношению к внутриклеточной воде. При погружении клетки в гипертонический раствор происходит её дегидратация — внутриклеточная вода выходит наружу, что приводит к высыханию и сморщиванию клетки. Гипертонические растворы применяются при осмотерапии для лечения внутримозгового кровоизлияния.

### Гипотонические растворы
Гипотонический раствор — раствор, имеющий меньшее осмотическое давление по отношению к другому, то есть обладающий меньшей концентрацией вещества, не проникающего через мембрану. При погружении клетки в гипотонический раствор, происходит осмотическое проникновение воды внутрь клетки с развитием её гипергидратации — набухания с последующим цитолизом. Растительные клетки в данной ситуации повреждаются не всегда; при погружении в гипотонический раствор, клетка будет повышать тургорное давление, возобновляя своё нормальное функционирование.

## Воздействие на клетки

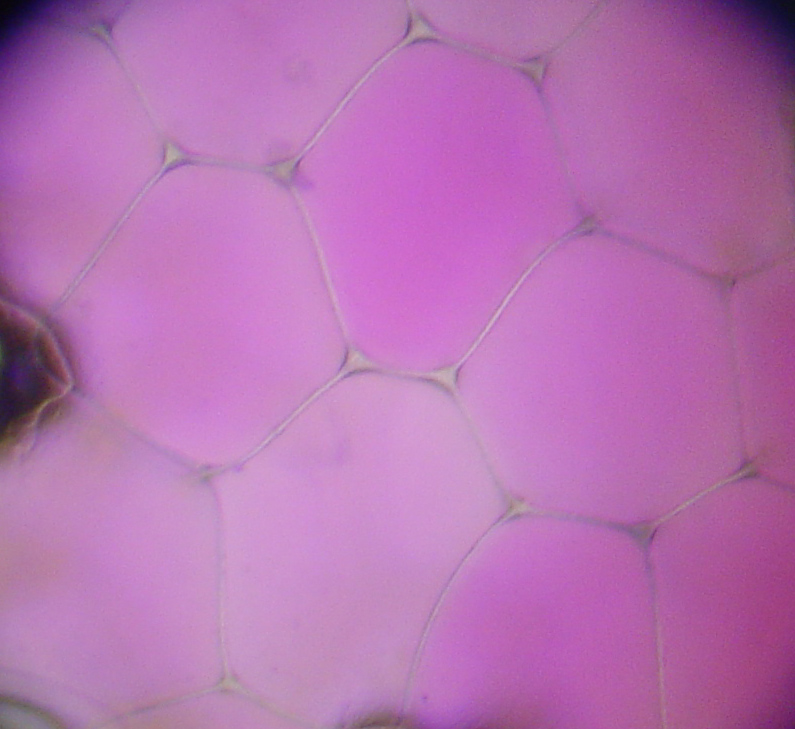
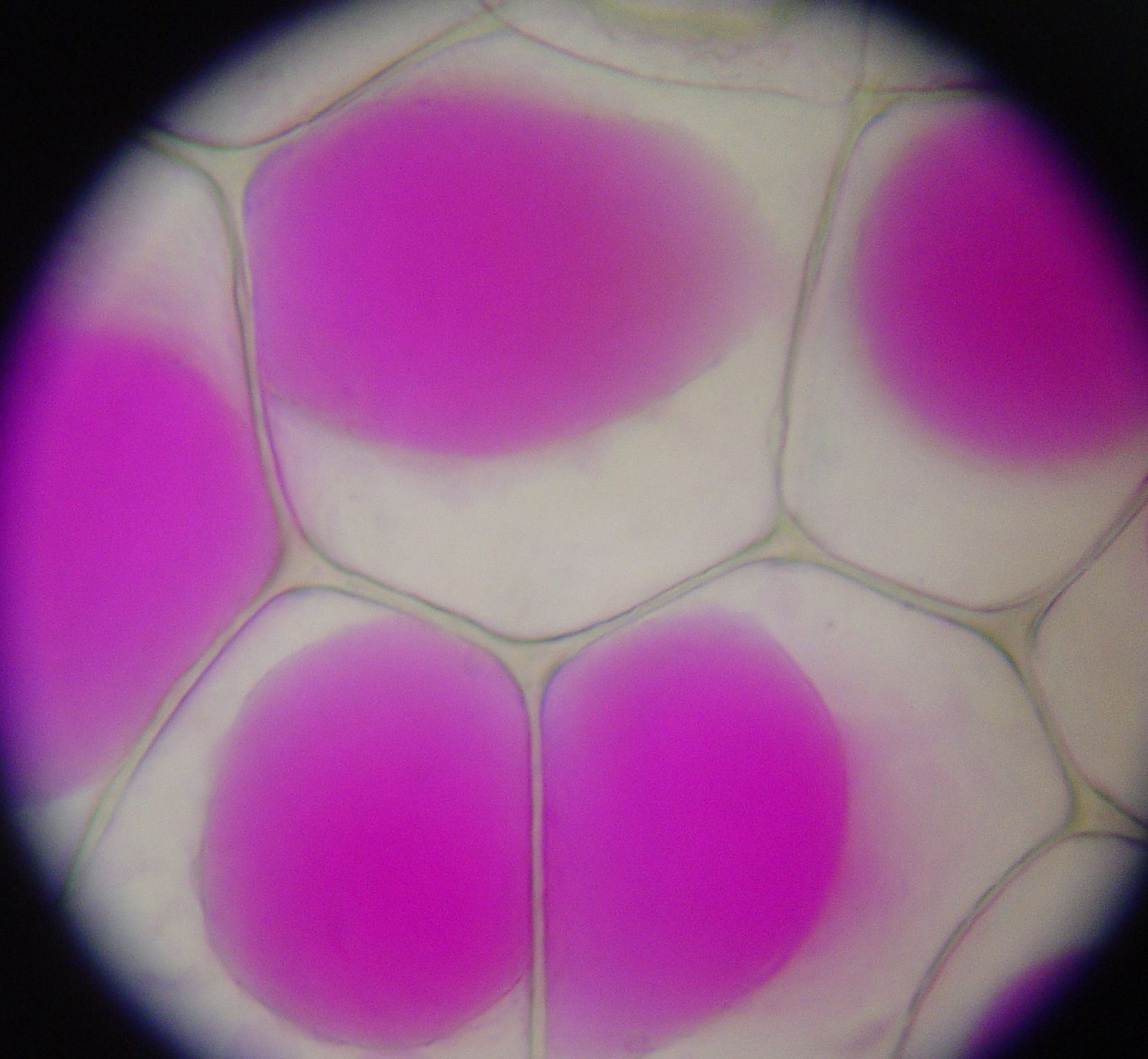
Эпидермальные клетки традесканции в норме и при плазмолизе.

В клетках животных, гипертоническая среда вызывает выход воды из клетки, вызывая клеточное сморщивание (кренацию). В клетках растений, воздействие гипертонических растворов более драматично. Гибкая клеточная мембрана отходит от клеточной стенки, однако остаётся прикреплённой к ней в области плазмодесм. Развивается плазмолиз — клетки приобретают «игольчатый» вид, плазмодесмы практически прекращают функционировать из-за сокращения.
Некоторые организмы обладают специфическими механизмами преодоления гипертоничности окружающей среды. Например, рыбы, живущие в гипертоническом солевом растворе, поддерживают внутриклеточное осмотическое давление, активно выделяя избыток выпитой соли. Этот процесс носит название осморегуляции.
В гипотонической среде, клетки животных набухают вплоть до разрыва (цитолиза). Для удаления избытка воды у пресноводных рыб постоянно происходит процесс мочеиспускания. Растительные клетки хорошо сопротивляются воздействию гипотонических растворов благодаря прочной клеточной стенке, обеспечивающей эффективную осмолярность или осмоляльность.
Некоторые лекарственные препараты для внутримышечного применения предпочтительно вводить в форме слегка гипотонического раствора, что позволяет достичь их лучшей абсорбции тканями.